# باکره‌کش
«باکره‌کُش» (به انگلیسی: Virgin Killer) آلبومی از اسکورپیونز است که در سال ۱۹۷۶ میلادی منتشر شد.